# Miyagawa Isshō

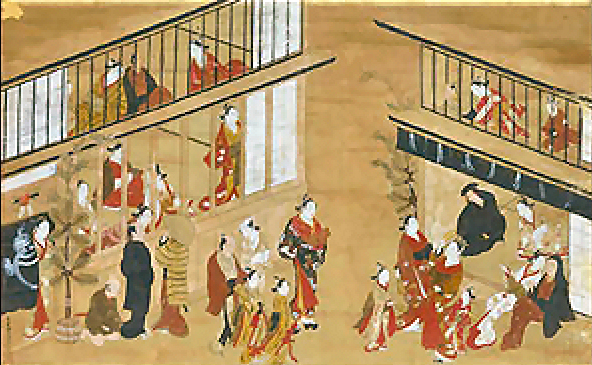
Pintura Miyagawa Isshō. Sin Título.

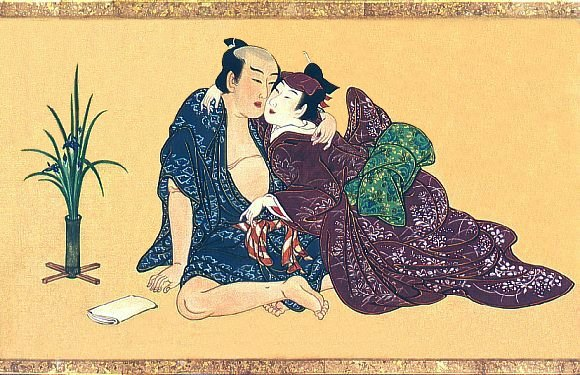
De la serie Pasatiempos de Primavera.

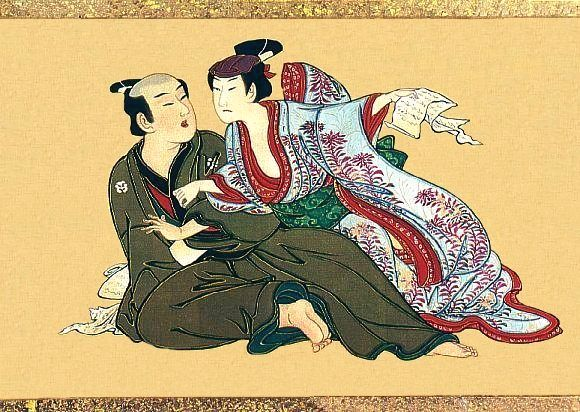
De la serie Pasatiempos de Primavera.

Miyagawa Isshō (en japonés: 宮川一笑) fue un pintor japonés en el estilo ukiyo-e,que principalmente representa a los actores kabuki, geisha, luchadores de sumo, y otros elementos de la cultura urbana cotidiana. Fue pupilo de Miyagawa Chōshun (1682–1752), quién, a su vez, fue influenciado por el trabajo de Hishikawa Moronobu. Al igual que muchos artistas de ukiyo-e. Isshō también produjo una serie de shunga, pinturas de escenas eróticas.
Isshō es conocido por haber sido expulsado de Edo en 1751, junto con su maestro Chōshun, a la isla de Niijima para el período de un año. Esto se produjo después de una disputa que surgió a raíz del pago de una comisión por una pintura en Nikkō. Un artista de la Escuela Kanō había sido Chōshun, encargado de pintar algunas de las paredes del templo Nikkō Tōshō-gū, pero se negó o no pudo pagar. En la disputa que siguió, el artista de la escuela Kanō fue asesinado, posiblemente por Isshō.